# (32928) Xiejialin
1995 QZ (asteroide 32928) é um asteroide da cintura principal. Possui uma excentricidade de 0.07150920 e uma inclinação de 17.40368º.
Este asteroide foi descoberto no dia 20 de agosto de 1995 por Beijing Schmidt CCD Asteroid Program em Xinglong.